# Abrera
Abrera est une commune de la comarque de Baix Llobregat dans la province de Barcelone en Catalogne (Espagne).